# Sonia Cotelle
Sonia Cotelle z domu Słobodkin (ur. 19 czerwca 1896 w Warszawie, zm. 18 stycznia 1945 w Paryżu) – polska fizyczka, chemiczka i radiochemiczka. Pracowała pod kierunkiem Marii Skłodowskiej-Curie i jej córki Irène Joliot-Curie. Miała znaczący wkład w rozwój wiedzy o pierwiastkach radioaktywnych.

## Życiorys
Sonia Cotelle urodziła się w Warszawie. Ukończyła studia na Uniwersytecie Paryskim w 1922 roku, gdzie studiowała chemię ogólną, biologiczną i stosowaną. Pracę badawczą rozpoczęła jeszcze jako studentka w 1919 roku. Została asystentką w funkcjonującym od 1909 w Paryżu Instytucie Radowym (obecnie Institut Curie) pod kierunkiem Marii Skłodowskiej-Curie. W latach 1924–1926 była szefem działu pomiarowego w Instytucie. W latach 1926–1927 była chemikiem na Wydziale Nauk. Jej badania koncentrowały się na polonie i aktynie. W ramach współpracy z Marią Curie ponownie określiła okres półtrwania izotopu toru 230Th, uznawanego wtedy za odrębny pierwiastek jon (Io).
W 1927 roku została wysłana do instytutu w Pradze. W stolicy Czechosłowacji prowadziła badania związane z radem, pracowała także w Jáchymovie, gdzie wydobywano rudę uranu. Do przygotowania niewielkich próbek badanych substancji radioaktywnych wykorzystała elektroforezę. Metoda ta umożliwiła określenie liczby atomowej polonu za pomocą spektroskopii rentgenowskiej.
W 1927 roku wchłonęła znaczną dawkę polonu. Mogło to nastąpić podczas pipetowania roztworu zawierającego związki polonu lub oblania nim twarzy. Skarżyła się później na bardzo zły stan zdrowia, bóle brzucha i wypadanie włosów. Wróciła do zdrowia, ale zmarła w wieku 48 lat, prawdopodobnie w wyniku napromieniowania organizmu podczas prac z polonem.
O fakcie tym pisała Irène Joliot-Curie w liście do matki. Zwróciła też uwagę na potrzebę zmierzenia obecności polonu w powietrzu, ponieważ podejrzewała, że ten eksperyment był przyczyną dolegliwości Soni. W wyniku tego wypadku po raz pierwszy pojawiły się przesłanki, że promieniowanie jonizujące może być groźne dla zdrowia.
Na początku 1936 roku Cotelle wróciła z Czechosłowacji do pracy w Instytucie Radowym w zespole Marie Curie, w którym było około czterdziestu badaczy piętnastu różnych narodowości. W 1938 roku pracowała pod kierunkiem Jeana Perrina we współpracy z Yvette Cauchois i Horią Hulubei. Sonia Cotelle była także asystentką André-Louis Debierne i Irène Joliot-Curie. Prowadziła też badania z Marguerite Perey, która w 1939 odkryła najbardziej reaktywny metal alkaliczny – frans.
Zmarła w 1945 roku.

## Wybrane prace naukowe
- Mme Pierre Curie[c], Mme S. Cotelle. Sur la vie moyenne de l’ionium. „Comptes rendus hebdomadaires des séances de l'Académie des sciences”. 190, s. 1289-1292, 1930. [dostęp 2019-07-23]. (fr.).